# 阿波中島駅
阿波中島駅（あわなかしまえき）は、徳島県阿南市那賀川町赤池にある、四国旅客鉄道（JR四国）牟岐線の駅。駅番号はM11。

## 歴史
- 1936年（昭和11年）

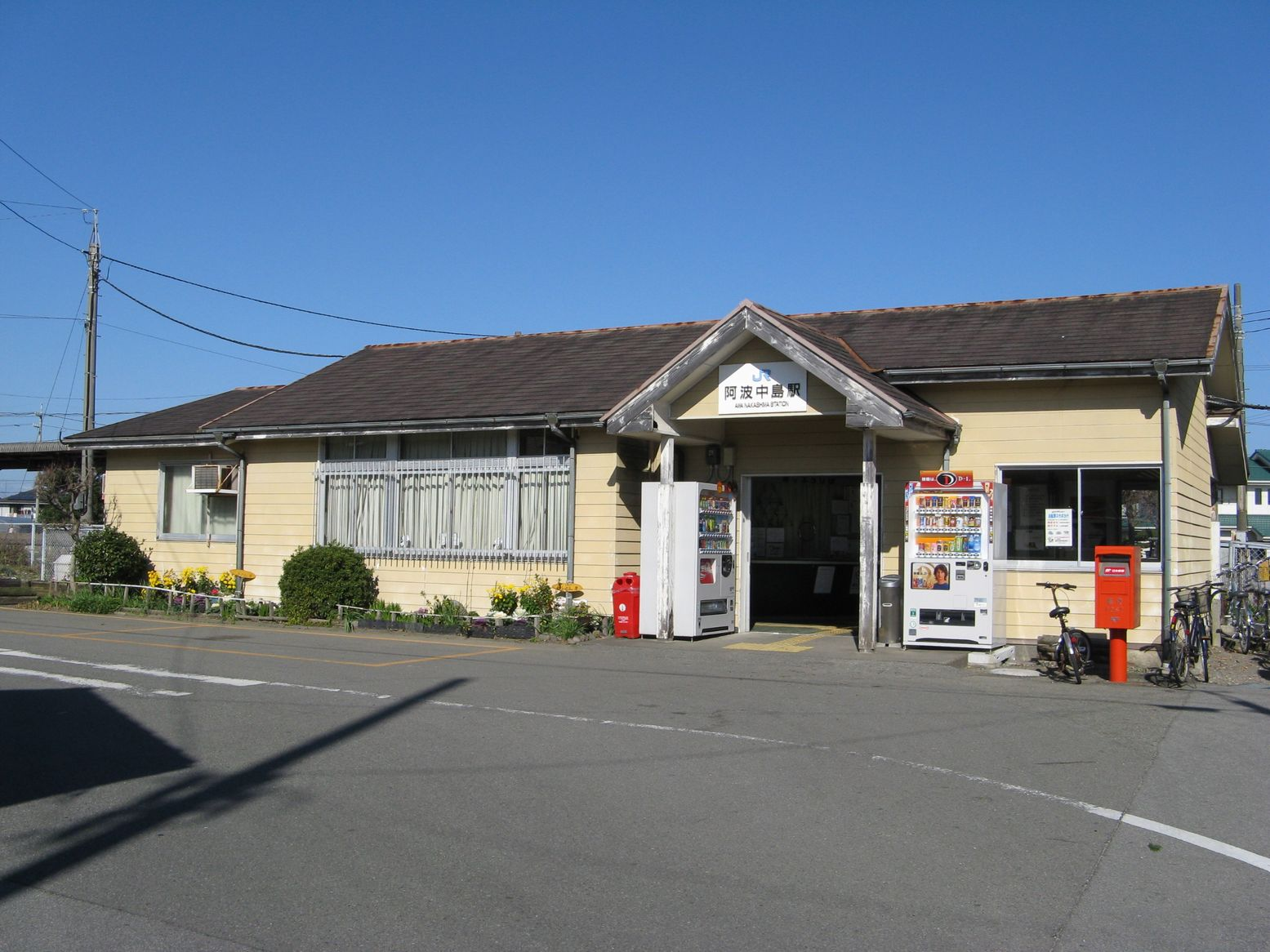
旧駅舎（2008年12月）

  - 3月27日：阿波中島（あわなかじま）駅開業[2]。
  - 10月15日：阿波中島（あわなかしま）に改称[2]。
- 1970年（昭和45年）4月1日：貨物の取り扱いを廃止[2]。
- 1984年（昭和59年）2月1日：荷物扱い廃止[2]。
- 1987年（昭和62年）4月1日：国鉄分割民営化によりJR四国の駅となる[2]。
- 1992年（平成4年）7月23日：契約社員による業務委託駅となり、午後と日曜・祝日は駅員不在となる[4]。
- 2010年（平成22年）9月1日：無人化[3][5]。
- 2021年（令和3年）
  - 7月30日：この日の正午をもって自動券売機の営業を終了。
  - 8月6日頃：駅舎の建て替えが完了。
  - 8月中旬頃：旧駅舎を解体。

## 駅構造

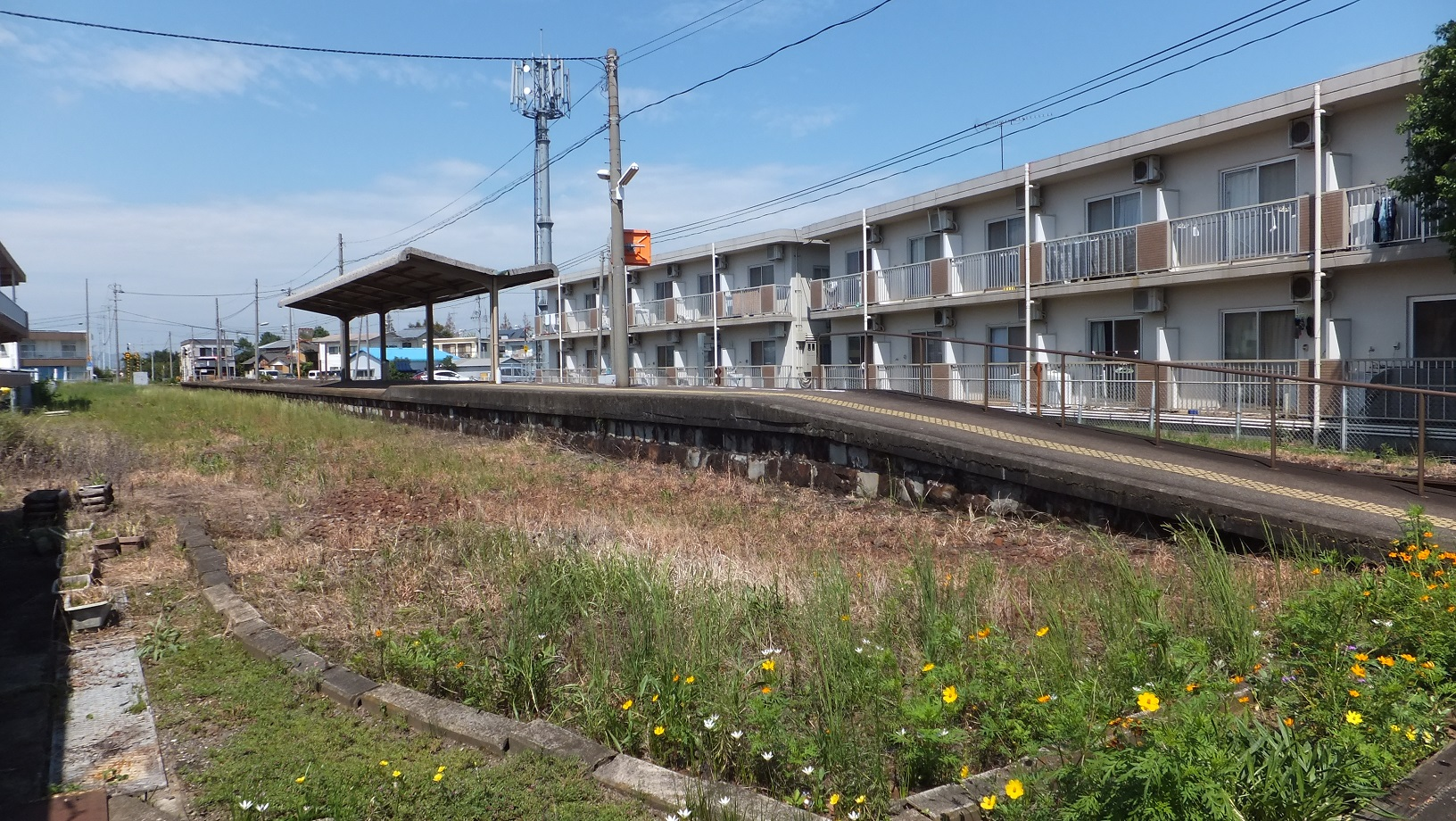
構内（2015年9月）

単式1面1線のホームを持つ無人駅。かつては旅客用島式1面2線、貨物用（材木搬出用）単式1面1線の時代もあった。
駅舎は地上駅舎で、1992年からJR四国の契約社員による直営駅であったが、2010年9月1日をもって無人化された。駅舎は2021年8月頃に解体され、簡易的な待合室のみの駅舎に建て替えられている。かつては駅長官舎も併設されていた。
自動券売機が1台設置されていたが、2021年8月頃から撤去されている。
駅舎前に郵便ポストがある。改札内のトイレ、駅舎内のごみ箱、駅舎前の公衆電話は、2021年（令和3年）の初代駅舎取り壊し時に撤去された。
わたしの旅スタンプがあった。無人駅化後、当駅の記念スタンプは阿南駅に移設された。

## 利用状況
1日平均乗車人員は下記の通り。
| - 290人（1995年度） - 270人（1996年度） - 245人（1997年度） - 246人（1998年度） - 246人（1999年度） - 244人（2000年度） - 245人（2001年度） - 245人（2002年度） - 233人（2003年度） - 212人（2004年度） | - 200人（2005年度） - 207人（2006年度） - 209人（2007年度） - 207人（2008年度） - 193人（2009年度） - 205人（2010年度） - 196人（2011年度） - 189人（2012年度） - 181人（2013年度） - 177人（2014年度） |

## 駅周辺
公共施設
- 阿南警察署那賀川町南部駐在所
- 阿南市役所那賀川支所（旧・那賀川町役場）
- 阿南市立那賀川図書館
- 阿南市那賀川社会福祉会館
- 那賀川スポーツセンター
- 阿南市那賀川B&G海洋センタープール
- 阿南市立阿波公方・民俗資料館

教育施設
- 阿南市平島子どもセンター
- 阿南市立平島小学校
- 阿南市立那賀川中学校

郵便局
- 日本郵便中島郵便局

金融機関
- 阿波銀行阿波中島支店
- 徳島大正銀行阿波中島支店
- 阿南信用金庫那賀川支店

寺院
- 西光寺

公園
- 阿南市立出島恐竜公園

道路
- 徳島県道141号大林那賀川阿南線
- 徳島県道277号中島古庄線
- 徳島県道278号蛭子原西の久保線
- 国道55号阿南道路

道の駅
- 道の駅公方の郷なかがわ

## バス路線
付近にバス停が2ヵ所あるため、まとめて解説する。

### 一般路線バス
「阿波中島駅前」停留所
- 徳島バス
  - 阿南循環線（ナカちゃん号）

※徳島県道278号線沿い。「西回り」と「東回り」を運行。

### 高速バス
「阿南那賀川」停留所（当駅より約1.8kｍ）
※国道55号阿南道路沿い。
昼行高速バス
- 徳島バス
  - 室戸・生見・阿南大阪線（上り）高速舞子・ハービスOSAKA・なんば高速バスターミナル方面※乗車専用
  - 室戸・生見・阿南大阪線（下り）阿南駅・橘営業所・生見・室戸方面※降車専用
- 海部観光
  - 大阪線（上り）大阪駅・大阪国際空港方面※乗車専用
  - 大阪線（下り）阿南スマイルホテル（阿南駅）・阿南津乃峰（阿南営業所）方面※降車専用

夜行高速バス
- ジェイアール四国バス・ジェイアールバス関東（夜行）※乗車専用
  - ドリーム阿南・徳島号（上り）池尻大橋駅・バスタ新宿（新宿駅）・東京駅・東京ディズニーランド方面
  - ドリーム阿南・徳島号（下り）阿南駅方面※降車専用

※特定日のみ運行。
- 海部観光
  - 東京線（上り）バスタ新宿（新宿駅）・バスターミナル東京八重洲（東京駅）方面※乗車専用
  - 東京線（下り）阿南スマイルホテル・阿南津乃峰方面※降車専用

## その他

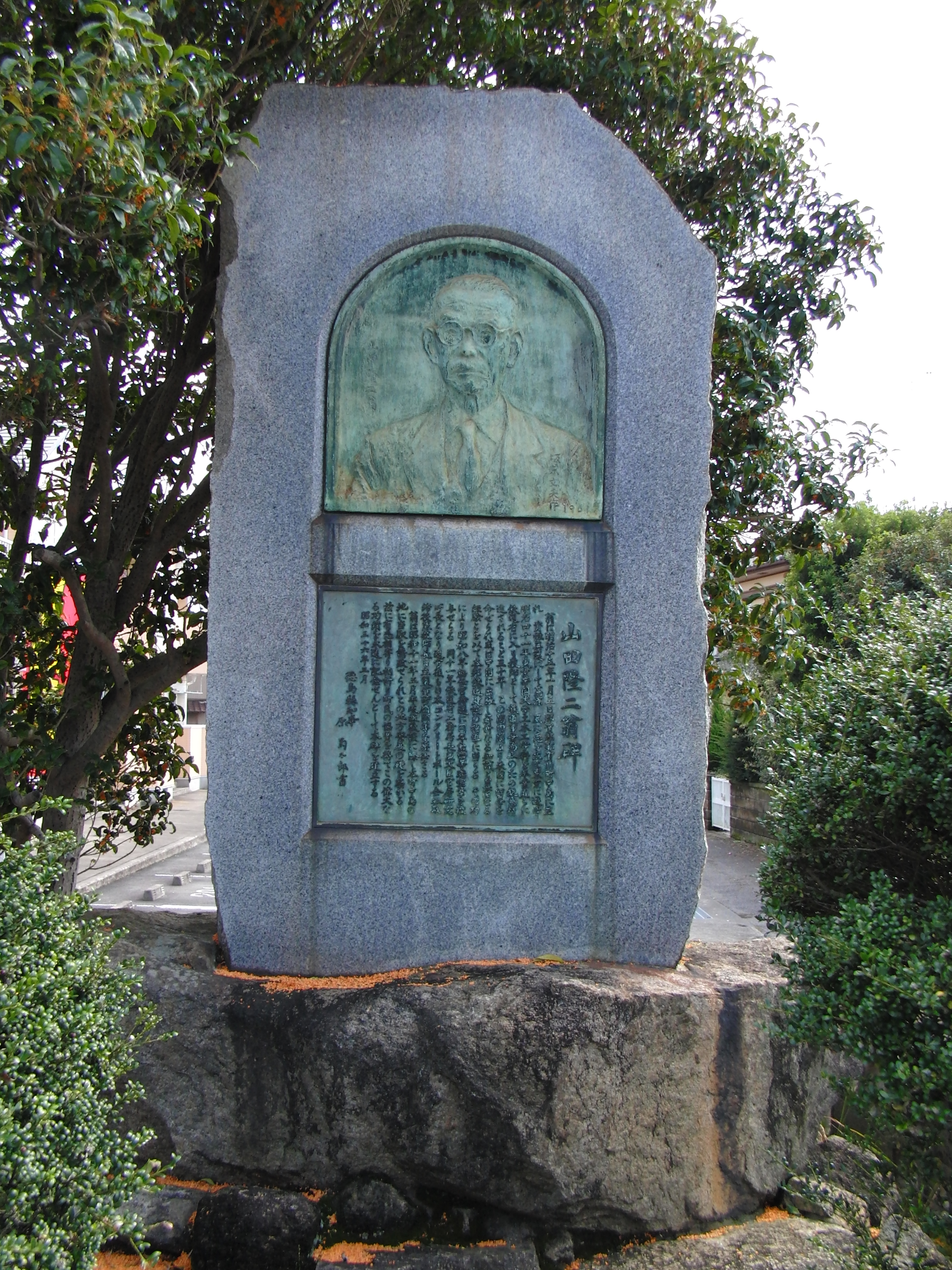
山田隆二翁碑

- 駅の誘致に尽力した「山田隆二」の石碑が駅前に設置されている。
- 牟岐線は羽ノ浦駅から古庄駅経由で富岡方面に抜ける予定だった。羽ノ浦駅から古庄駅前商店街に続く安全道路がその名残である。
- アゴヒゲアザラシのナカちゃんが出没した中州に近く、2005年11月18日に近くの保育園児が制作した紙製の人形が駅に置かれた[7]。2006年に那賀川町が阿南市に編入されたことから、6月14日に市代表駅の阿南駅に引っ越した[8]。

## 隣の駅
四国旅客鉄道（JR四国）
■牟岐線
■普通
西原駅 (M10) - 阿波中島駅 (M11) - 阿南駅 (M12)